# Гончар Сергій Вікторович
Сергій Вікторович Гончар (рос. Сергей Викторович Гончар; 13 квітня 1974, м. Челябінськ, СРСР) — російський хокеїст, захисник. Заслужений майстер спорту Росії (1998).
Вихованець хокейної школи «Трактор» (Челябінськ). Виступав за «Трактор» (Челябінськ), «Динамо» (Москва), «Портленд Пайретс» (АХЛ), «Вашингтон Кепіталс», «Лада» (Тольятті), «Бостон Брюїнс», «Металург» (Магнітогорськ), «Піттсбург Пінгвінс», «Оттава Сенаторс».
В чемпіонатах НХЛ — 1132 матчі (214+534), у турнірах Кубка Стенлі — 125 матчів (22+62).
У складі національної збірної Росії учасник зимових Олімпійських ігор 1998, 2002, 2006 і 2010 (24 матчі, 1+4), учасник чемпіонатів світу 2000, 2007 і 2010 (20 матчів, 2+8). У складі молодіжної збірної Росії учасник чемпіонату світу 1993. У складі юніорської збірної Росії учасник чемпіонату Європи 1992.
Досягнення
- Срібний призер зимових Олімпійських ігор (1998), бронзовий призер (2002)
- Срібний призер чемпіонату світу (2010), бронзовий призер (2007)
- Володар Кубка Стенлі (2009)
- Чемпіон МХЛ (1993), срібний призер (1994)
- Учасник матчу всіх зірок НХЛ (2008)
- Бронзовий призер юніорського чемпіонату Європи (1992).